# 乳头适风海葵
乳头适风海葵（学名：Anemonactis mazelii）为泞花海葵科适风海葵属的动物。分布于日本以及中国东海等海域。